# Командный чемпионат Европы по легкоатлетическим многоборьям 2017
Командный чемпионат Европы по легкоатлетическим многоборьям 2017 года прошёл 1—2 июля на стадионе «Кадриорг» в Таллине, столице Эстонии. На протяжении двух дней 7 сильнейших сборных Европы боролись за победу в командном первенстве Суперлиги. Турниры в Первой и Второй лигах состоялись в те же самые сроки в испанском Монсоне.
С 2017 года после 44 лет существования соревнования сменили название: на смену Кубку Европы пришёл Командный чемпионат Европы по многоборьям. При этом сам формат турнира остался без изменений.
В связи с отстранением действующего победителя, сборной России, от международных соревнований из-за допингового скандала в Суперлиге участвовали только семь сборных вместо привычных восьми.
Каждая команда была представлена 4 мужчинами и 4 женщинами. Таким образом, на старт вышли 56 многоборцев. Лучшая сборная в командном зачёте определялась по сумме результатов 3 лучших мужчин и 3 лучших женщин. Худшая команда по итогам соревнований теряла право участвовать в Суперлиге в следующем розыгрыше. Аналогичная участь постигла и сборную России.

## Результаты

### Командное первенство
| Место | Команда | Очки                                        | Общая сумма |
| ----- | --- | ------------------------------------------- | ----------- |
| 1     | Украина · Алексей Касьянов · Василий Иваницкий · Руслан Малогловец · Валентин Олийник · Алина Шух · Дарина Слобода · Римма Гордиенко · Ася Бардис | 7958 7801 7160 (6817) 6208 5484 5474 (5098) | 40085       |
| 2     | Эстония · Янек Ыйглане · Карл Роберт Салури · Маркус Леэмет · Кристьян Розенберг · Грит Шадейко · Мари Клауп · Маргит Кальк · Ханна-Май Вайкла    | 8170 7837 6752 (DNF) 5958 5696 5366 (5236)  | 39779       |
| 3     | Франция · Жереми Леливр · Максим Моген · Рубен Гадо · Бенжамен Фенриш · Эстер Тюрпен · Кассандра Агесси-Томас · Диана Мари-Арди · Лора Артей      | 7798 7741 7548 (7339) 5745 5518 5421 (DNF)  | 39771       |
| 4     | Великобритания |                                             | 38381       |
| 5     | Беларусь |                                             | 37998       |
| 6     | Швейцария |                                             | 37893       |
| 7     | Польша |                                             | 29442       |

Курсивом выделены участники, чей результат не пошёл в зачёт команды

### Индивидуальное первенство
| Место | Атлет              | Страна         | Очки |
| ----- | ------------------ | -------------- | ---- |
| 1     | Янек Ыйглане       | Эстония        | 8170 |
| 2     | Алексей Касьянов   | Украина        | 7958 |
| 3     | Карл Роберт Салури | Эстония        | 7837 |
| 4     | Василий Иваницкий  | Украина        | 7801 |
| 5     | Жереми Леливр      | Франция        | 7798 |
| 6     | Максим Моген       | Франция        | 7741 |
| 7     | Максим Андралойть  | Беларусь       | 7669 |
| 8     | Виталий Жук        | Беларусь       | 7612 |
| 9     | Рубен Гадо         | Франция        | 7548 |
| 10    | Бен Грегори        | Великобритания | 7530 |

| Место | Атлет                    | Страна         | Очки |
| ----- | ------------------------ | -------------- | ---- |
| 1     | Алина Шух                | Украина        | 6208 |
| 2     | Жеральдин Рукштуль       | Швейцария      | 6134 |
| 3     | Грит Шадейко             | Эстония        | 5958 |
| 4     | Эллен Шпрунгер           | Швейцария      | 5813 |
| 5     | Эстер Тюрпен             | Франция        | 5745 |
| 6     | Джессика Тэйлор-Джемметт | Великобритания | 5702 |
| 7     | Мари Клауп               | Эстония        | 5696 |
| 8     | Изабела Миколайчик       | Польша         | 5588 |
| 9     | Юлия Роут                | Беларусь       | 5567 |
| 10    | Джоанна Роуланд          | Великобритания | 5518 |

## Первая лига
Соревнования в Первой лиге состоялись 1—2 июля в испанском Монсоне. Повышения в классе добились Нидерланды и Испания, во Вторую лигу выбыли Португалия и Румыния.
| Место | Команда    | Общая сумма |
| ----- | ---------- | ----------- |
| 1     | Нидерланды | 39386       |
| 2     | Испания    | 39153       |
| 3     | Швеция     | 38376       |
| 4     | Финляндия  | 38040       |
| 5     | Чехия      | 37566       |
| 6     | Италия     | 36609       |
| 7     | Португалия | 35731       |
| 8     | Румыния    | 31861       |

## Вторая лига
Соревнования во Второй лиге состоялись 1—2 июля в испанском Монсоне. Две лучшие сборные, Литва и Латвия, добились права участия в Первой лиге в следующем розыгрыше турнира.
| Место | Команда  | Общая сумма |
| ----- | -------- | ----------- |
| 1     | Литва    | 36838       |
| 2     | Латвия   | 35261       |
| 3     | Дания    | 35026       |
| 4     | Исландия | 33923       |